# Доджер-стэдиум
Доджер-стэдиум (англ. Dodger Stadium) — бейсбольный стадион в районе Елисейский парк города Лос-Анджелесе в штате Калифорния США. Домашняя арена клуба Главной лиги бейсбола «Лос-Анджелес Доджерс» с 1962 года. Стадион был построен в 1962 году, а цена строительства составила 23 млн долларов и была профинансирована из частных источников.
В настоящее время «Доджер-стэдиум» является третьим по возрасту стадионом в МЛБ после «Фенуэй Парка» в Бостоне (открытого в 1912 году) и «Ригли Филда» в Чикаго (открытого в 1916 году). «Доджер-стэдиум» является самым вместимым бейсбольным стадионом в США. На стадионе проходил матч всех звёзд 1980 года, а также Мировые серии 1963, 1965, 1966, 1974, 1977, 1978, 1981 и 1988 годов.
В 1984 году арена принимала бейсбольные матчи во время летних Олимпийских игр 1984 года, а также полуфиналы и финалы Мировой бейсбольной классики 2009 года. 3 августа 2013 года на стадионе впервые в его истории прошли футбольные матчи, во время которых «Реал Мадрид» одержали победу над «Эвертоном» со счётом 2:1, а «Лос-Анджелес Гэлакси» над «Ювентусом» — 3:1.
21 января 2014 года стадион впервые принимал матч по хоккею с шайбой. В рамках Стадионной серии встречались две команды Национальной хоккейной лиги, «Лос-Анджелес Кингз» и «Анахайм Дакс». Игра закончилась «сухой» победой «Анахайма» — 3:0.